# Solomon Grundy (cómic)
Solomon Grundy es un personaje ficticio, generalmente representado como un supervillano en DC Comics y un antihéroe en el DC Animated Universe. Originalmente fue representado como una víctima de asesinato que volvió a la vida como un renacido corpóreo o zombi, aunque las versiones posteriores del personaje ocasionalmente han representado un origen diferente. Lleva el nombre de la canción infantil del siglo XIX "Solomon Grundy".
Grundy fue presentado como enemigo del héroe del cómic Alan Scott (el Green Lantern original), pero desde entonces se ha convertido en un enemigo prominente para varios superhéroes como Superman, Batman, Green Lantern y The Flash. También tiene vínculos con Swamp Thing.
Solomon Grundy apareció en el Universo animado de DC, donde se convirtió por primera vez en un antihéroe. El personaje hizo su debut de acción en vivo como Cyrus Gold en la segunda temporada de la serie Arrowverso Arrow, y Butch Gilzean en la serie de televisión de Fox Gotham. Solomon Grundy también apareció en forma CGI en la primera y segunda temporada de la serie de televisión Stargirl para DC Universe y The CW Network.

## Historial de publicación
Creado por Alfred Bester, apareció por primera vez en All-American Comics # 61 (octubre de 1944).
Grundy es el foco de uno de los cuatro one-shots de Faces of Evil que exploran las secuelas de Final Crisis, escrito por Scott Kolins y Geoff Johns, con arte de Shane Davis. Es la introducción a una miniserie de siete partes con el personaje.

## Historia

### Precrisis

#### Historia de la versión Tierra-2
A finales del siglo XIX, un rico comerciante llamado Cyrus Gold es asesinado y su cuerpo se desecha en Slaughter Swamp, cerca de Gotham City. Cincuenta años después, el cadáver es reanimado como una enorme figura desgarbada (compuesta en parte por la materia del pantano que se ha acumulado alrededor del cuerpo durante décadas) sin casi ningún recuerdo de su vida pasada. Gold asesina a dos criminales fugitivos que se esconden en el pantano y les roba la ropa. Se presenta en un campamento de vagabundos y, cuando se le pregunta por su nombre, una de las pocas cosas que recuerda es que "nació un lunes". Uno de los hombres en el campamento menciona al personaje de la canción infantil Solomon Grundy (que nació un lunes), y Gold adopta el apodo. Fuerte, vicioso y casi sin sentido, Solomon Grundy cae en una vida delictiva, o tal vez regresa a una, como pueden indicar sus recuerdos residuales dispersos, atrayendo la atención del Green Lantern, Alan Scott. Grundy demuestra ser un oponente difícil, imposible de matar (ya que ya está muerto) y con una resistencia inherente a los poderes de Scott (que no pueden afectar la madera, una sustancia de la que el cuerpo reensamblado de Grundy ahora está compuesto en gran parte). Aparentemente mata a Green Lantern, quien emite un destello verde. Al gustarle este destello, Grundy comete asesinatos con la esperanza de volver a ver el destello. Sin embargo, la primera pelea termina cuando, enfrentándose a puñetazos con el monstruo debido a la ineficacia de su anillo, Grundy es arrojado debajo de un tren por Green Lantern.
Un científico criminal que se hace llamar Barón de York mata a su hermano y se hace cargo de su banda diciéndoles que sabe dónde encontrar el cuerpo de Solomon Grundy. Una vez que se encuentra el cuerpo, el Barón de York inyecta a Grundy clorofila concentrada al conocer sus antecedentes. El efecto secundario volvió verde a Solomon Grundy. Cuando el Barón de York alardea de que lo adoran y lo sirven. Solomon Grundy mata al Barón de York y se hace cargo de su banda. Mientras observa que Solomon Grundy es más invulnerable a su anillo debido a la clorofila, Green Lantern persigue a Solomon Grundy hasta que se agota en el bosque petrificado de Arizona. Usando su anillo, Green Lantern atrapa a Grundy en una burbuja de plasma verde por un tiempo.
Un fenómeno meteorológico extraño libera a Solomon Grundy de su prisión. Al cruzar el país, Grundy se dirige a la sede de la Sociedad de la Justicia de América. Green Lantern llega temprano a la reunión y cuando los otros miembros llegan, encuentran su cuartel general destrozado y Green Lantern desaparecido de las filas. Johnny enciende la radio, que advierte que Solomon Grundy anda suelto; los miembros creen, basándose en una gran huella embarrada en el suelo, que Grundy llegó al cuartel general y se llevó a Green Lantern. La radio continúa su informe, enumerando las ciudades donde se vio a Grundy, por lo que cada miembro elige una ciudad y se dirige a ella para tratar de encontrar a Green Lantern mientras Wonder Woman se queda atrás. La escena ahora vuelve al momento en JSA HQ donde Green Lantern había abierto la puerta. Para su sorpresa, Doiby Dickles entra y le informa que Grundy se ha liberado y está suelto. Green Lantern se va de inmediato, con la esperanza de encontrar a Grundy antes de que cualquiera de los miembros de JSA se lastime al perseguirlo. Minutos después, Grundy llega al cuartel general de JSA y, al no encontrar la linterna allí, rompe el lugar y luego se va. Green Lantern y Doiby usan un dispositivo especial similar a la radio que Alan Scott había desarrollado y que está en sintonía con las ondas mentales del propio Grundy; Green Lantern calcula el camino de Grundy y anuncia por radio en JSA HQ dónde Grundy atacará. Cuando Green Lantern y Grundy se encuentran, Grundy arranca un árbol por sus raíces y lo estrella contra la Linterna. Green Lantern se defiende con su anillo de poder y puños hasta que ambos hombres caen en un arroyo cercano y sobre una pequeña cascada. La linterna está severamente aturdida e intenta alejar a Grundy con su anillo, pero está demasiado débil. Grundy agarra a Green Lantern por la garganta y comienza a exprimirle la vida, manteniéndole la cabeza bajo el agua. Sin embargo, Hawkman golpea a Grundy con su maza, y el  Doctor Mid-Nite puede revivir la linterna. Un ataque combinado derriba a Grundy, y Green Lantern deposita a Grundy en un planeta distante y sin vida.
Pronto comienza una batalla cuando el cuerpo de Grundy gravita hacia el joven astrónomo Dick Cashmere mientras aprende a montar olas de luz, lo que hace que asuma la identidad de Cashmere por un tiempo mientras deja al verdadero atado y amordazado, aunque la Sociedad lo encuentra poco después. En esta encarnación gana inteligencia, que luego pierde cuando Green Lantern derrota y entierra a Grundy en 1947.
En este punto, Grundy es liberado y enlistado junto con varios otros supervillanos por el criminal que viaja en el tiempo Per Degaton en su segunda aparición, quien viajó a 1941 para capturar a la Sociedad de Justicia de América el día del ataque en Pearl Harbor, con la esperanza para cambiar la historia y conquistar el mundo. Grundy se encuentra con Green Lantern, Flash y Wonder Woman en Echo Park, a quien Grundy conoce desde 1947. Grundy supera al trío disfrazado y es convocado por una misteriosa voz para entregarlos o "pagar la penalización". All-Star Squadron viene a su rescate, Solomon Grundy es el último villano en ser transportado de regreso, lo empujan de regreso a la luna donde permanece durante más de dos décadas, ya que esta línea de tiempo se borra una vez que Degaton es derrotado.
Después de muchos años, Grundy es liberado de la prisión de su planeta y regresa a la Tierra para luchar contra Green Lantern, Hourman y Doctor Fate. En este punto, tiene dominio temporal sobre todos los objetos de madera. Está encarcelado orbitando la Tierra en una burbuja más fuerte creada por los poderes combinados de Green Lantern y Doctor Fate.
Grundy una vez fue arrastrado a la Tierra-1 y sustituido por el superfuerte Blockbuster debido a una máquina que accidentalmente estaba uniendo las Tierras en el espacio warp y sustituyendo a las personas. Durante este evento, había absorbido parte de la magia del Dr. Fate, es más fuerte que antes e incluso es capaz de levantar telekineticamente el Flash en el aire. Odia tanto a Green Lantern que cree que todos los que ve son Green Lantern. Él es encarcelado dentro de una montaña por Earth-1 Green Lantern después de ser levantado por Tierra-1 Hawkman y aturdido por los golpes de todos los héroes, pero cuando la máquina se apaga, sustituye a Blockbuster en Tierra-2 y renueva el ataque, derrotando a numerosos héroes. Sin embargo, el JSA y el JLA fueron a luchar contra un ser Anti-Materia que amenazaba a ambas Tierras en Warp-Space después de ser convocado por el Doctor Fate, que había sentido la amenaza debido al Espectro. Cuando los héroes regresan, encuentran que Green Lantern había colocado a Grundy y Blockbuster juntos para ocuparlos, y los dos se han quitado el odio. Grundy es llevado de regreso a su Tierra por la Sociedad de la Justicia.
En su próxima aparición, Solomon Grundy lucha contra el poder combinado de la Sociedad de la Justicia y más tarde de sus homólogos de la Liga de la Justicia, casi paralizado en Slaughter Swamp, cuando desarrolla un afecto por un niño extraterrestre perdido que accidentalmente ha sido enviado a la Tierra-2 y está muriendo debido a la separación de su mascota. Después de haber absorbido la magia del Doctor Fate y Green Lantern, Grundy puede derrotar fácilmente el poder combinado de Superman, Jay Garrick, Hawkman, Hawkman, y Green Lantern, hasta que sea derrotado por ambos Green Lanterns y sellado en Slaughter Swamp. El niño alienígena finalmente se reúne con su mascota y se lo envía a su propia dimensión.
Mientras está encarcelado, Grundy deduce incorrectamente que la segunda Tierra de la Linterna Verde debe contener un segundo Solomon Grundy, y cruza desde su prisión de Slaughter Swamp en la Tierra-2 a la Tierra-1, donde domina al Superman de la Tierra antes de ser engañado y varado en la luna.
Solomon Grundy trabaja brevemente con Sociedad de la Injusticia cuando Fiddler recupera a Grundy de la luna de la Tierra-Uno para atacar a la JSA. Los dos derrotan a Hawkman y Wildcat antes de que Grundy sea arrojado a un frío volcán por Power Girl y Superman.
Grundy continúa afligiendo a Green Lantern y sus compañeros de equipo, incluida la Cazadora, que es la primera mujer por la que desarrolla un afecto. Después de que Solomon Grundy es rescatado de un glaciar por la hija de Alan Scott, Jade, Grundy se vuelve leal a ella y, por un tiempo, es un aliado de Infinity Inc. Con el tiempo, esta relación afectiva se vuelve trágica cuando la villana Marcie Cooper, también conocida como Harlequín de Injustice Unlimited del Dummy, usa sus poderes de ilusión para disfrazarse de Jade. Harlequin manipula a Grundy para atacar a los miembros de Infinity Inc., uno por uno. Ella lo convence de presionar la mano desnuda del inconsciente Mister Bones contra Skyman; Dado que la piel de Bones exuda constantemente un compuesto a base de cianuro, esto conduce rápidamente a la muerte de Skyman. Una vez que Grundy descubrió que Marcie lo había engañado, la golpeó salvajemente a una pulgada de su vida. Este es el comienzo del fin de Infinity Inc. y de la carrera cuasi heroica de Grundy.

#### Historia de la versión Tierra-1
Cuando Solomon Grundy de Tierra-Dos visitó Tierra-Uno, dejó algunas células residuales en las alcantarillas. El Solomon Grundy de Tierra-1 nace cuando el Parásito usa un cristal mejorado para acelerar metabólicamente el crecimiento de las células residuales que se convierte en una nueva versión mucho más bestial. Durante un enfrentamiento con Superman, se determina que su poder es demasiado para el Hombre de Acero, por lo que Superman vuela al monstruo a un mundo alienígena inhóspito para que todos salven la vida más dura mientras el zombi se impulsa por el aire imitando su única vez adversario.
Esta versión plaga repetidamente a Superman durante años hasta que, durante un encuentro en el que se generan varios Grundys, Superman y Swamp Thing encuentran a los clones. Pronto, Superman obtiene un compuesto de S.T.A.R. Labs que hace que los Grundys se vuelvan inertes, matando al hombre-cosa aparentemente imposible de matar. Swamp Thing intenta gritar para que Superman se detenga, ya que cree que Grundy cumple con la definición de vida, pero Swamp Thing no puede expresar esto debido a la dificultad física para hablar. Esta versión de Grundy regresa por última vez, sin explicación, liderando una pandilla en Tierra-1 Gotham City. Aparentemente es destruido una vez más cuando Batman engaña a la criatura en un alto horno, donde aparentemente es consumida por las llamas.
Esta versión de Grundy fue borrada retroactivamente de la historia después de la renovación de Superman en Crisis on Infinite Earths.

### Post-Crisis
La versión Post-Crisis de Solomon Grundy debuta durante la historia de "Batman: The Long Halloween". Grundy y Harvey Dent, recientemente desfigurado, entablan una extraña amistad después de que Dent escapa del matadero para planear su venganza contra Carmine Falcone. Grundy también aparece antes en la historia mientras Batman persigue a uno de los sospechosos que bombardearon la casa de Dent en las alcantarillas durante el Día de Acción de Gracias. Grundy los ataca a ambos, pero Batman lo ahuyenta cegándolo con un disparo de maza. Más tarde, como un giro algo humorístico, Batman le ofrece a Solomon Grundy una cena de Acción de Gracias.
Después de que Infinity, Inc. se disuelve, Solomon Grundy pierde su lealtad hacia Jade. Un enfrentamiento con Alan Scott y Jade en las páginas de Green Lantern Corps Quarterly termina con Grundy convirtiéndose en una estatua de madera petrificada. Los héroes creen que la amenaza de Grundy ha terminado de una vez por todas, pero se equivocan.
Poco después, Grundy reaparece en Gotham en las páginas de Batman: Shadow of the Bat, luchando contra Batman una vez más y matando a la descendiente de uno de los asesinos de Cyrus Gold.
La próxima gran aparición de Grundy es en Starman, acechando en las alcantarillas de Opal City. Jack Knight se hace amigo de Grundy, quien se ha vuelto inocente e infantil. Grundy también se hace amigo del anterior Starman Mikaal Tomas, y muere mientras se sacrifica para salvar a Jack Knight de ser aplastado por un edificio que se derrumba. Cuando Grundy aparece de nuevo, ha vuelto a su personalidad maliciosa; se necesitan los esfuerzos conjuntos de Jack Knight, Batman, Alan Scott y Floronic Man para detenerlo.
Los orígenes de la resurrección de Grundy provienen del hecho de que el Parlamento de los Árboles, un alto consejo de Elementales de Plantas, trató de convertirlo en el Elemental de plantas más nuevo. Sin embargo, al proceso le faltaba una pieza vital: el fuego, ya que un Elemental vegetal no se puede crear por completo a menos que muera en llamas. Dado que la muerte de Grundy no involucró fuego en absoluto, el proceso no está completo y se convierte en una especie de Planta Elemental a medias. Grundy aparentemente ha sido destruido en varias ocasiones, solo para levantarse del pantano nuevamente en una nueva encarnación. Cada versión de Grundy ha sido algo diferente de la anterior, dependiendo del medio utilizado para despacharlo (y el estilo de dibujo del artista actual. El Grundy original, por ejemplo, tenía dientes frontales prominentes). Algunos han sido verdaderamente malvados; algunos mucho menos. Algunas versiones son más insensatas que otras; algunos son en realidad moderadamente inteligentes, recordando al letrado y bien hablado monstruo de Frankenstein de Mary Shelley.
Grundy se esconde por un tiempo en Arrowcave, el antiguo cuartel general abandonado del Arquero Esmeralda, Green Arrow. Mientras busca artefactos de su vida anterior, Oliver y su antiguo pupilo, Roy "Arsenal" Harper, se topan con el nuevo escondite de Grundy. La historia, "Grundy no como flechas en la cara", se encuentra en Green Arrow (vol. 3) # 18. Green Arrow nota que esta versión parece mucho más violenta y logra matarlo estrangulándolo con la cuerda de su arco roto (a pesar de que Grundy no tiene latidos del corazón, venas funcionales o necesidad de respirar). En Green Arrow (vol. 3) # 53, "La venganza de Salomón", Green Arrow ayuda a la Dra. Chrissie Cavendish, una empleada de S.T.A.R. Labs, que afirma ser la bisnieta del hombre del que surgió el monstruo, para encontrarlo y curarlo. Su cura la convierte en un monstruo mucho peor que Grundy. Green Arrow somete al nuevo monstruo y deja a Grundy en paz. No se sabe si Grundy todavía usa este edificio.
En el primer número de Siete Soldados de la Victoria de Grant Morrison, Número 0 del mismo nombre, uno de los Siete Hombres Desconocidos de Slaughter Swamp relata la muerte del pedófilo avaro, Cyrus Gold, asesinado a manos de una multitud enfurecida, pero también menciona que Gold podría haber sido fácilmente víctima inocente de un malentendido, ya que Slaughter Swamp es un punto en el espacio donde el tiempo no significa nada. En el número final, el mismo Hombre Desconocido castiga a otro de su grupo, el Octavo Hombre, Zor, vistiéndolo con la ropa de Cyrus Gold y dejándolo para que la mafia lo encuentre, lo que implica que Zor, un personaje extremadamente vanidoso, notable por intentar varias veces derrocar al Universo y por haber derrotado al Espectro - más tarde se convertiría en el primer Solomon Grundy.
Grundy es manipulado por Gorilla Grodd a través del control mental para atacar a Batman y Superman para el presidente Luthor por la recompensa de mil millones de dólares en Superman/Batman. Batman es capaz de detener a Grundy.
Si bien no se dan detalles durante la historia de "Crisis infinita", Solomon Grundy también es obligado a unirse a la Sociedad Secreta de Supervillanos. Participa en el golpe final contra los Seis Secretos. Ragdoll II se encuentra con Grundy en una puerta. La cara llena de cicatrices de Ragdoll se relaciona con Grundy, y Grundy se vuelve contra la Sociedad Secreta. Las secuelas de esa batalla no son concluyentes, pero Grundy evidentemente sobrevive, ya que fue visto por última vez en un pantano turbio en JSA Classified. En él, Icicle lo convence para ayudar a Wizard, que está en problemas.
Después de ayudar a Icicle a liberar a Johnny Sorrow de la llave cósmica de Prometheus, Grundy se queda con la recién formada Sociedad de la Injusticia.
Se ve a Solomon Grundy luchando contra el Blood Pack en la Batalla de Metropolis, hasta que es vaporizado por la visión de calor de Superboy Prime, que aparentemente mata al Blood Pack y destruye la encarnación actual de Grundy.
En la Liga de la Justicia de América de Brad Meltzer, Grundy renace con inteligencia después de ser asesinado en la Batalla de Metrópolis. Se revela que es el cerebro detrás del secuestro del cuerpo del robot de Tornado Rojo (se revela que obtuvo esta inteligencia cuando renació después de ser quemado por Prime). Grundy expresa un deseo de detener su ciclo de morir y renacer, por lo que parece que solicita la ayuda del Profesor Ivo para construirle un cuerpo Amazo para vivir para siempre. El Tornado Rojo mata a Grundy con vientos de tornado F5, destrozándolo.
Más tarde aparece en la miniserie Salvation Run como uno de los villanos exiliados a otro planeta. Muere durante una batalla con Parademonios. Su cuerpo, esperando su inevitable resurrección, queda atrás cuando los villanos abandonan el Planeta Infierno. Sin embargo, cuando los villanos salen, la mano de Grundy tiembla, acompañada de un gemido.
En el one-shot Faces of Evil: Solomon Grundy (marzo de 2009) de Geoff Johns y Scott Kolins, Cyrus Gold vuelve a la vida en Slaughter Swamp, como lo era antes de convertirse en Grundy. Regresa a Gotham City, pero la policía le dispara después de atacar a un trabajador de caridad. En la morgue de la policía, se transforma en Solomon Grundy. Grundy es una vez más un monstruo poco inteligente, que repite la primera línea de la canción infantil. Una semana después, habiéndose retirado a las alcantarillas, tiene una pelea con Killer Croc. Al final de la pelea, exhausto, vuelve a Cyrus Gold nuevamente. Se encuentra frente a su propia tumba, donde el Phantom Stranger le dice que tiene siete días para deshacer su maldición, ya que "Se acerca una noche profana, tan negra como la sangre de los muertos. Y es mejor si Solomon Grundy no estuvo presente" (una referencia a la próxima historia de Blackest Night). Alan Scott sirve como su guía reacio, mientras la historia continúa en la miniserie de Solomon Grundy.
En la cuenta regresiva para Blackest Night, a Cyrus Gold se le dio una semana para descubrir la verdad de quién lo asesinó, para que pudiera arrepentirse de todos sus pecados y obtener la absolución. Alan Scott y el Phantom Stranger fueron sus guías durante toda la semana, mientras que Etrigan intentaba llevarlo al Infierno. Gold tenía la costumbre de morir. No importa cuánto daño le hicieron a su cuerpo, resucitó como un completo Solomon Grundy, impulsado a matar. Finalmente, se revela que Gold se suicidó, lo que significa que se impuso a sí mismo la maldición de Solomon Grundy. Al final de la serie, vemos a Grundy reanimado como Black Lantern y a Cyrus Gold en el infierno. Grundy luego rastrea y ataca a Bizarro, utilizando una amistad pasada, tuvieron que despertar las emociones de la criatura. Bizarro finalmente logra derrotar a Grundy al volarlo hacia el sol, que lo incinera por completo, y el anillo negro.

### DC Rebirth
El Solomon Grundy de Prime-Tierra se presenta en DC Rebirth. Su apariencia se parece a la de sus representaciones anteriores a Flashpoint. Solomon Grundy fue visto brevemente luchando contra Arkillo del Sinestro Corps y Saint Walker de los Blue Lantern Corps.
Solomon Grundy es perseguido por Batman en Gotham City antes de que el primero lo incapacite. Grundy recita la canción infantil de Solomon Grundy mientras es perseguido antes de que Batman la termine por él cuando derrota a Grundy.
Durante el arco de "La guerra de las bromas y los acertijos", Solomon Grundy se encuentra entre los villanos del lado de Joker en su guerra contra Riddler.
La hechicera Selena creó un clon sin sentido de Solomon Grundy a partir de su muestra de ADN para que sirviera como músculo para los Cinco Fatales y lucho contra Supergirl.
En un flashback, Solomon Grundy se encuentra entre los villanos que protegieron a Ingrid Karlsson durante un motín en Arkham Asylum. Antes de que Ingrid fuera asesinada por un recluso que usaba un Batarang rebelde a pesar de que los villanos la alejaban del motín, dio a luz a Astrid Arkham, que más tarde se convertiría en el Caballero de Arkham.

## Poderes y habilidades
Solomon Grundy tiene fuerza y resistencia sobrehumanas. Su fuerza ha variado mucho a través de los años; por ejemplo, en el arco de la historia de Long Halloween, Batman venció a Grundy, mientras que en varios puntos su fuerza está a la par con la de Superman. Es virtualmente indestructible e inmortal gracias a la energía elemental que imbuye su forma de pseudo-vida. Es casi invulnerable a los ataques físicos, mágicos y energéticos y no se ve afectado por el fuego o las bajas temperaturas. Ha demostrado ser altamente resistente a los efectos del anillo de energía original de la Linterna Verde (que se atribuye a su esencia de planta parcial; originalmente porque había absorbido materia vegetal del pantano, y más tarde porque era un "elemental de planta" parcial) como Cosa del Pantano.
Grundy posee un factor de curación. Aunque ocasionalmente ha sido destruido, siempre ha vuelto a la vida tarde o temprano, aunque a menudo con diferentes personalidades y poderes.

## Otras versiones

### Versión post-crisis de Anti-Materia Tierra
Solomon Grundy tenía un homólogo en el Sindicato del Crimen de la Tierra de Estados Unidos llamado Sir Solomon Grundy, que era miembro de Justice Underground de Quizmaster. Sir Solomon Grundy es un hombre distinguido y equilibrado. Durante un bombardeo aéreo de Dover, se lanza a la vida de la roca de los acantilados blancos. Sir Solomon parece ser idéntico en apariencia física al Solomon Grundy convencional con la excepción de un bigote recortado y una pequeña perilla. De acuerdo con su personalidad educada, Sir Solomon se viste como lo haría un inglés del siglo XIX y habla en consecuencia. Su súper fuerza e invulnerabilidad lo convirtieron en un héroe formidable, hasta que Ultraman lo deja inerte un sábado.

### Amalgam Comics
El Skulk es un héroe del Universo Amalgama. Es una fusión de Solomon Grundy y Hulk.
Bruce Banner era un científico que trabajaba con rayos gamma. Estaba probando su bomba gamma en el desierto, pero una figura alta entró en el área de prueba. Cuando Banner salió a ver quién era, el hombre resultó ser Solomon Grundy. La bomba explotó fusionando a Grundy y Banner. Cuando Banner se enoja, se convierte en Grundy. La criatura eligió un nuevo nombre que se hacía llamar Skulk.

### JLA / Vengadores
En el crossover JLA / Avengers, Grundy se encuentra entre los villanos cautivados por Krona para defender su fortaleza. Se le muestra siendo derrotado por Thor.

### Flashpoint
En la línea de tiempo alternativa del evento Flashpoint, Solomon Grundy fue invitado por el teniente Matthew Shrieve para ser el nuevo miembro de Creature Commandos, pero Solomon Grundy lo traiciona y mata a su familia. Se revela que Solomon Grundy había estado trabajando con el general Sam Lane, responsable de la muerte de la familia de Miranda.

### Batman '66
En Batman '66, Solomon Grundy aparece como un rico luchador olímpico a quien Marsha, la Reina de Diamantes sedujo con una de las pociones de su tía Hilda. Cyrus se volvió leal a Marsha y ella le dijo que esperara afuera. Se olvidó de Cyrus lo suficiente cuando murió congelado durante el invierno. Es reanimado por la tía Hilda de Marsha y hace un alboroto en el cementerio de Gotham hasta que Batman y Robin lo aturden con una descarga eléctrica para retenerlo hasta que llegue la policía.

### Tierra 2
En septiembre de 2011, The New 52 reinició la continuidad de DC. En esta nueva línea de tiempo, Solomon Grundy es una vez más un villano para Alan Scott. Apareciendo por primera vez en Earth 2 # 3, Grundy personifica las fuerzas destructoras de vida de "The Grey" y se opone a las fuerzas de "The Green" que eligen a Alan Scott como su campeón. Ataca Washington D. C. para llamar la atención de Alan. Flash, Hawkgirl y Green Lantern luchan contra él, pero Átomo lo derriba temporalmente saltando sobre él en tamaño gigante. La batalla continúa hasta que Scott una vez más exilia a Grundy a la luna donde ni él ni el "Grey" pueden hacer ningún daño.
Finalmente, el origen de Grundy se reveló en un flashback. Grundy era un trabajador de un matadero en 1898, su esposa Pinney Grundy fue violada por su insensible capataz Henry Pittance y ella se suicidó en el trabajo. Cuando Henry hizo que los trabajadores le dieran el cuerpo a los cocodrilos, Grundy rompió, mató a Henry y a todos los demás en el matadero, luego se suicidó mientras recitaba la canción infantil "Solomon Grundy" que solía cantarle a su hijo pequeño. Al parecer, algo sucedió inmediatamente después. En el presente, Solomon Grundy de alguna manera regresó a la Tierra, se enfureció y luchó contra miembros del Ejército Mundial, donde se disolvió brevemente. Luego reformó su cuerpo y continuó persiguiendo a Alan Scott.
Cuando Apokolips comienza a acercarse a Tierra 2, los parlamentos aconsejan a sus representantes que unan fuerzas y luchen contra esta amenaza. Mientras están en la órbita de la Tierra, Solomon Grundy, Azathoth y Sam Zhao sacrifican sus vidas para que Alan Scott pueda recibir sus habilidades parlamentarias combinadas para evitar que Apokolips destruya la Tierra 2.

## Apariciones en otros medios

### Televisión
Cyrus Gold debutó en la segunda temporada de Arrow interpretado por Graham Shiels. Esta versión nunca se convirtió en un zombi, sino que le inyectaron un suero que le dio una fuerza increíble.
El personaje, rebautizado como Butch Gilzean y retratado como un ejecutor de la mafia profesional, apareció en 2014 en la serie de televisión de Fox Gotham, donde fue interpretado por Drew Powell. En las últimas temporadas, se reveló que el personaje originalmente se llamaba Cyrus Gold y se convirtió en una figura parecida a un zombi después de que su cadáver fue arrojado a un pantano contaminado con químicos experimentales.
Solomon Grundy también apareció en forma CGI en la primera temporada de la serie de televisión Stargirl para DC Universe y The CW network.

#### Animación
- Hizo apariciones esporádicas en la serie Súper Amigos producida por Hanna-Barbera entre 1973 y 1986.

- Se le vio formando parte de la Liga de la Injusticia creada por Lex Luthor en la serie de la Liga de la Justicia transmitida para televisión por Cartoon Network. En otro capítulo de la misma serie, se encuentra en busca de su alma lo que le lleva a aliarse con el Dr. Destino, Chica Halcón y Aquaman para detener una amenaza común, finalmente se sacrifica para salvar el planeta, destruyendo a la deidad thanagarariana Ichthultu. Su epitafio señala "Solomon Grundy - Nacido en un lunes"
- Solomon Grundy apareció en la serie animada The Batman, con la voz de Kevin Grevioux. Esta versión es un zombi creado por los ciudadanos de la clase trabajadora de Gotham City del siglo XIX para causar estragos en los terratenientes ricos que contaminaron el lago local con desechos industriales que lo convirtieron en Gotham Swamp, y es más delgado y más macabro que su contraparte de la Liga de la Justicia: se parece más a un cadáver disecado y realmente podrido, y es más un villano atado a Batman debido a que "nació" en Gotham. Como se ve en el episodio "La noche de Grundy", la leyenda local decía que Grundy volvería a surgir en la noche de Halloween cuando hubo un eclipse lunar total para vengarse de los descendientes de los terratenientes ricos. Por lo tanto, los residentes de Gotham City se refirieron a este Halloween como la "Noche de Grundy", sin embargo, en realidad era Clayface disfrazado. Aunque al final del episodio, algo comienza a surgir del pantano cuando se escucha un gemido.
- Solomon Grundy aparece en Batman: The Brave and the Bold, con la voz de Diedrich Bader. Esta versión sigue siendo un zombi, pero también un señor del crimen (una combinación de las versiones inteligentes e incompetentes) que comanda a un grupo de matones, pero habla con gruñidos y gruñidos debido a que su boca está unida. También se muestra que tiene una mano derecha llamada Weasel que entiende sus órdenes. Lucha contra Batman y Black Canary en el teaser de "Night of the Huntress", donde intenta robar el cerebro de un científico. Black Canary lo derrota engañándolo para que caiga a través de un techo de vidrio sobre un edificio. Reaparece en "El color de la venganza" robando un banco en Bludhaven. Robin detiene a Grundy y la policía se lo lleva. También es uno de los villanos convocados muy brevemente por Bat-Mite para probar el temple de Batman en "Legends of the Dark Mite". También aparece en " Chill of the Night! " como uno de los villanos de Batman para ofertar por un arma subastada por Joe Chill. Más tarde se ve a Solomon en "The Knights of Tomorrow" siendo derrotado por Batman y Robin del pasado y el futuro. También aparece en "Night of the Batmen", donde él, Bane, Blockbuster y Killer Croc intentan robar una estatua, pero los cuatro fueron detenidos por el Capitán Marvel vestido como Batman También fue visto en "Powerless", donde es uno de los villanos en un simulador de entrenamiento para ayudar al despojado Capitán Átomo a luchar contra el crimen sin poderes que fueron quitados por la Fuerza Mayor. Desafortunadamente, incapaz de vencer la simulación de Grundy. Salomón también se ve en la apertura de "crisis: 22.300 millas sobre la Tierra", como uno de los villanos en el Celebrity Roast del Joker, donde fueron literalmente asando a Batman. Trató de hacer una broma sobre Batman, pero Joker lo interrumpió debido a su incapacidad para hablar con claridad.
- Solomon Grundy aparece en Justice League Action, con la voz de Fred Tatasciore. En el episodio "Zombie King", obtuvo una gema que le permitiría convocar zombis que obedecerían todas sus órdenes. Además, la invocación de los zombis Solomon Grundy convertiría a cualquiera expuesto a sus gases en zombis también. Swamp-Thing se topó con este complot que lucha contra Solomon Grundy y sus zombis en un cementerio de Nueva Orleans. Al necesitar respaldo contra Solomon Grundy y los zombis, Swamp-Thing llama a Batman para pedir ayuda. Mientras Swamp Thing y Batman luchan contra los zombis de Solomon Grundy mientras coloca la gema en un altar para criar más zombis en todo el mundo, Zatanna los ayuda pronto, mientras John Constantine está ocupado luchando contra Brother Night. A pesar de que Batman y Zatanna se convierten en zombis, Swamp-Thing logró romper el altar y la gema lo suficiente como para que las personas zombificadas volvieran a la normalidad y los zombis se volvieran inertes. Entonces Swamp-Thing logra derrotar a Solomon Grundy.
- Solomon Grundy hace de cameo sin hablar en Harley Quinn. Aparece en "L.O.D.R.S.V.P." como miembro de Legión del Mal y "The Runaway Bridesmaid" como asistente a la boda de Hiedra Venenosa y Hombre Cometa.
- Solomon Grundy aparece en el episodio de dos partes de DC Super Hero Girls "#NightmareInGotham".

#### Acción en vivo
- Solomon Grundy, interpretado por Mickey Morton, aparece en el especial para televisión de 1979 Legends of the Superheroes, una adaptación de los héroes de DC cómics.

- Cyrus Gold aparece durante la segunda temporada de Arrow, actuando como secuaz de Sebastian Blood, quien le inyectó un suero llamado Mirakuru, que le otorga superdroga. Barrios roba una centrífuga de la empresa de Oliver Queen, así como suministros médicos de un búnker de A.R.G.U.S., que le permitirían a Blood ser capaz de producir el suero en masa. Se enfrenta a Arrow cuando este trata de parar la producción del suero, haciendo explotar la centrífuga, provocando que el suero caiga sobre Gold y corroa su piel, matándolo aparentemente.

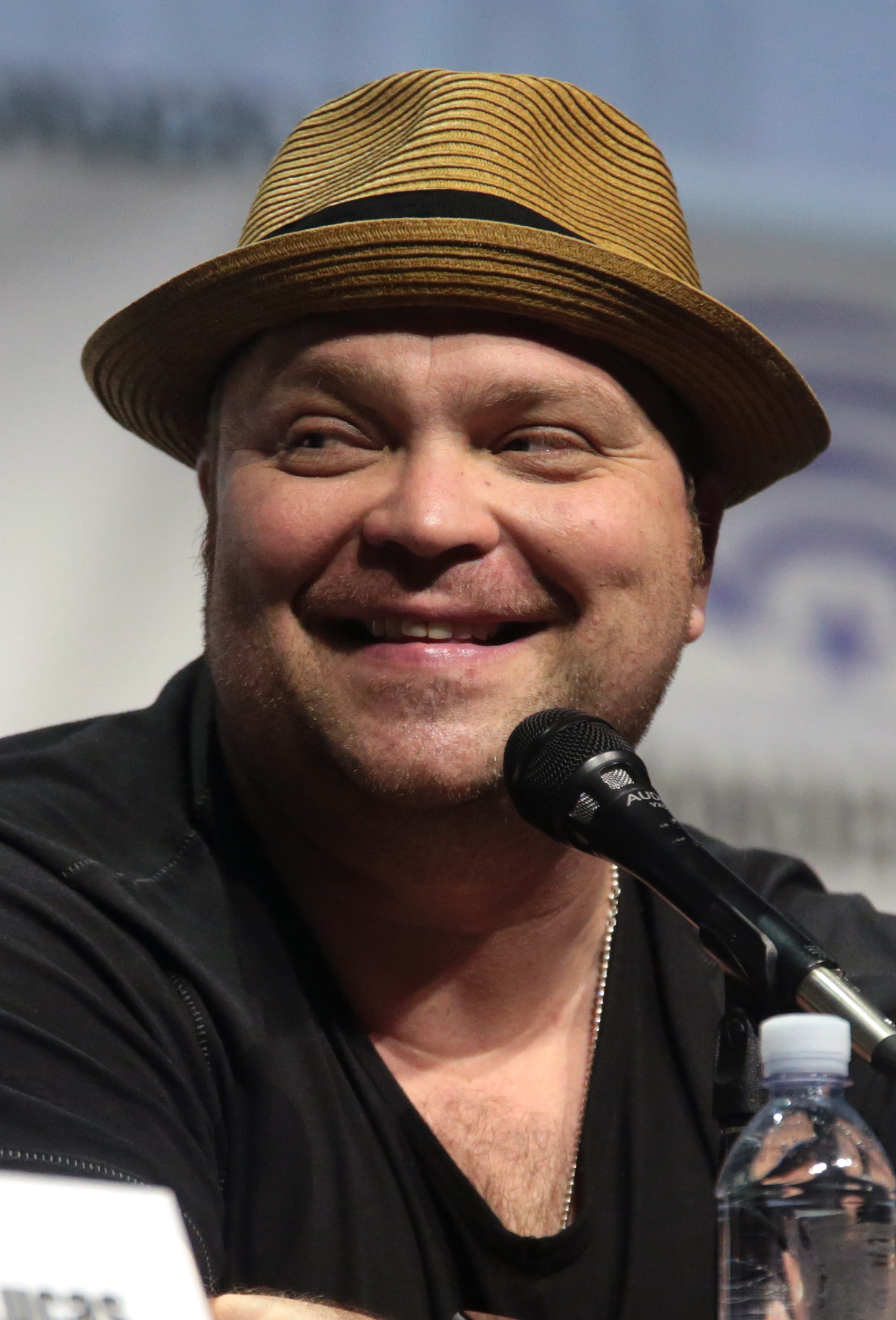
Drew Powell interpreta a Cyrus Gold/Butch Gilzean/Solomon Grundy en la serie de televisión Gotham.

- En las tres primeras temporadas de la serie Gotham aparece como Butch Gilzean, sicario de la mafiosa Fish Mooney luego hipnotizado por Carmine Falcone y su mano derecha Victor Zsasz para servir al Pingüino. Posteriormente pierde su mano izquierda obteniendo una metálica gracias al Pingüino y luego termina trabajando con Barbara Kean y Tabitha Galavan, con esta última sostiene una relación. Intentando traicionar a Kean, es aparentemente asesinado por esta de un tiro en la cabeza pero sobrevive amnésico en un hospital donde se descubre que su verdadero nombre es Cyrus Gold, luego es arrojado en el pantano de la muerte (que contiene residuos de Indian Hill) y revive un lunes como Solomon Grundy en el capítulo 5 de la 4 temporada de Gotham. Al final de temporada es asesinado por el Pingüino.

- Solomon Grundy aparece en la serie Stargirl de DC Universe. Se muestra que es miembro de la Sociedad de la Injusticia, que se utiliza principalmente por su fuerza debido a su falta de inteligencia. En el episodio piloto, Grundy acompañó a la Sociedad de la Injusticia en su ataque a la sede de la Sociedad de la Justicia de América. Fue enviado tras Pat Dugan que huía, que estaba evacuando a un Starman mortalmente herido, pero no pudo atraparlos. En los diez años transcurridos desde el ataque, Grundy ha estado bajo la sede corporativa de "The American Dream" en una celda reforzada para mantenerlo bajo control, aunque fue liberado una vez para matar a Hourman y su esposa cuando estuvieron demasiado cerca de interferir con la Sociedad de la Injusticia. Sin embargo, en la actualidad, el hijo de Hourman, Rick Tyler, tomó el manto de su padre para vengarse de Grundy. Aunque los dos se encuentran y luchan en "Stars and STRIPE" (Pt. 2), Rick perdona la vida de Grundy y lo deja ir con la condición de que nunca regrese. El creador del programa, Geoff Johns, confirmó que Grundy regresará en la temporada 2.[55] Esto se demuestra cuando Rick escucha noticias sobre un "oso" que irrumpe en restaurantes en busca de comida. Para evitar más incidentes, Rick deja algo de comida en una parte específica del bosque en la que se vio a Grundy. Grundy salió más tarde y compartió algunas manzanas con Rick. Debido a los poderes de Eclipso, Rick vio a su tío Matt como Grundy, quien supuestamente mató a una niña. Después de que arrestaron a Rick y hospitalizaron a Matt, Grundy observa con tristeza desde lejos y cita a "amigo". Grundy luego ayuda a la JSA a luchar contra Eclipso, donde logró golpearlo antes de que Eclipso le haga un agujero. Tras la derrota de Eclipso, Rick lo entierra frente a un manzano. Shade aparece diciendo que Grundy tiene la costumbre de regresar de entre los muertos en el lugar correcto en el día correcto. Al final de la tercera temporada, Grundy resucitó y se unió a la JSA.

- En el episodio de Doom Patrol "Undead Patrol", Willoughby Kipling llama al equipo Solomon Grundy después de que se convirtieron en zombis.

### Película
- Solomon Grundy aparece en la película animada Superman/Batman: Enemigos Públicos, con la voz de Corey Burton (aunque sin acreditar). Aparece como uno de los villanos contratados para hacer una recompensa por cazar a Superman y Batman. Gorilla Grodd controla la mente de Salomón para matar a Batman. Batman derrota a Grundy después de que no logra ahogar a Batman. Él es considerablemente más inteligente debido al control mental de Grodd, y Batman comenta que "Grundy suena como William F. Buckley".
- Solomon Grundy aparece en la película animada exclusiva dirigida a video de Target JLA Adventures: Trapped In Time, con la voz de Kevin Michael Richardson. Él aparece como miembro de la Legión del Mal.
- Solomon Grundy aparece en Batman Unlimited: Monster Mayhem, con la voz de Fred Tatasciore. Es uno de los tres supervillanos "terroríficos" liberados por el Joker, con la intención de conquistar Gotham City. Cuando el Joker se apodera con éxito de la ciudad indefensa, Grundy se pone a cargo del departamento de policía y usa la policía para jugar juegos como el escondite. Finalmente es frustrado por el Comisionado Gordon y arrestado.
- Solomon Grundy aparece en Justice League vs. Teen Titans, con la voz de Rick D. Wasserman (aunque sin acreditar). Es miembro de la Legion del Mal, donde participa en el ataque al Salón de la Justicia. Grundy es derrotado por Batman.
- Cyrus Gold aparece en la película animada Batman: Gotham of Gaslight, con la voz de David Forseth. Es prisionero de Blackgate y aparece como su personaje anterior a Solomon Grundy.
- Solomon Grundy aparece en Lego DC Batman: Family Matters, y Fred Tatasciore repite el papel.
- Solomon Grundy aparece en Batman: The Long Halloween, nuevamente con la voz de Fred Tatasciore.[56] Esta versión solo es capaz de recitar su canción infantil e inspira a Harvey Dent a convertirse en Dos-Caras.
- Solomon Grundy aparece en Catwoman: Hunted, con la voz de Steve Blum.[57]
- Solomon Grundy aparece en Teen Titans Go! & DC Super Hero Girls: Mayhem in the Multiverse, nuevamente con la voz de Fred Tatasciore. Esta versión es miembro de la Legión del Mal.
- Solomon Grundy aparece en Legion of Super-Heroes (2023), con la voz de Darin De Paul.
- Solomon Grundy aparece en Scooby-Doo! and Krypto, Too! (2023), nuevamente con la voz de Fred Tatasciore.[58][59]
- Solomon Grundy hace una aparición sin hablar en Justice League: Crisis on Infinite Earths – Part Two (2024).[60]

### Serie web
Solomon Grundy aparece en DC Super Hero Girls.

### Videojuegos
- Es uno de los villanos en Batman: Arkham City, actuando como secuaz del Pingüino. Es derrotado por Batman luego de que este destruye varias veces los distintos generadores que alimentan el generador principal que le proporciona su poder, mientras Grundy adopta aspectos cada vez más espeluznantes.
- Aparece en Injustice: Gods Among Us como un personaje jugable y parte de la trama del juego.
- Aparece en DC Universe Online como un enemigo de alto nivel en la ciudad de Gotham City
- También tiene un papel importante en Lego Batman 3: Beyond Gotham formando parte del equipo del Joker que escapó del Asilo Arkham.